# حزب ريسواتو
حزب ريسواتو (بالفرنسية: Parti RésoAtao)‏ هو حزب سياسي في بنين.

## التاريخ
شكل الحزب محمد عطاو هنوهو في فبراير 2013. حصل على 2٪ من الأصوات في انتخابات 2015 البرلمانية،  وفاز بمقعد واحد،  شغله هنوهو.
بعد الانتخابات التمهيدية للحزب، تم اختيار هنوهو كمرشح الحزب لانتخابات 2016 الرئاسية.